# Lajos Winkler
Lajos Winkler (21 de mayo de 1863 – 14 de abril de 1939) fue un químico analítico húngaro, profesor universitario y miembro de pleno derecho de la Academia de Ciencias de Hungría.  Se le atribuye el desarrollo de numerosos procedimientos químicos analíticos (en los campos del análisis de gases, gravimetría, etc.), siendo su método para la determinación yodométrica del oxígeno disuelto en agua (método de Winkler) una de sus principales aportaciones. También son significativas sus aportaciones científicas sobre solubilidad y viscosidad de los gases.

## Vida
No es mucha la información disponible sobre la vida de Lajos Winkler. Se sabe que estudió ciencias en la Universidad de Ciencias de Budapest, donde se  licenció en química, tras lo cual trabajó como profesor adjunto con Carl von Than , obteniendo el título de doctor en 1890. En 1902 se convirtió en profesor universitario y a partir de 1909 dirigió el Instituto de Química durante 25 años. Fue un científico muy prolífico, llegando a publicar numerosos libros y aproximadamente 400 estudios científicos. Participó en la docencia de farmacia y fue uno de los fundadores de la Revista húngara de química. También colaboró activamente en la redacción de algunas publicaciones de la Farmacopea húngara. En 1922 se convirtió en miembro de la Academia Húngara de Ciencias.
Entre sus áreas de investigación se encuentran el análisis gravimétrico y la determinación del amoníaco y el índice de acidez de las grasas, como los  más importantes, pero también se dedicó a la determinación de trazas de cloro y yodo en el agua.
Desde 1964, la medalla conmemorativa Lajos Winkler se otorga cada dos años a un profesional destacado de la ciencia farmacéutica.

## Oxígeno disuelto
El agua natural contiene oxígeno molecular (O2) en disolución,  un elemento necesario para mantener la vida en estanques, ríos, etc. Una prueba común del siglo XIX para determinar el oxígeno disuelto, según lo descrito por Alfred Wanklyn, implicaba hervir la muestra de agua y recolectar, sobre mercurio, los gases liberados, para su posterior análisis. 
En 1888, cuando todavía era estudiante de doctorado, Lajos Winkler descubrió un método de análisis de oxígeno disuelto mucho más seguro y preciso, que todavía se utiliza ampliamente en la actualidad.  El método Winkler utiliza el oxígeno disuelto para oxidar el manganeso(II) en medio alcalino y acompañado de yoduro potásico, a otras  especies de manganeso y así fijarlo hasta poder ser analizado en el laboratorio, donde tras acidificación de la muestra así tratada, genera una cantidad equivalente de yodo, cuya valoración  con una disolución patrón de tiosulfato sódico permite determinar el contenido de oxígeno en la muestra. 